# Kendra Wilkinson

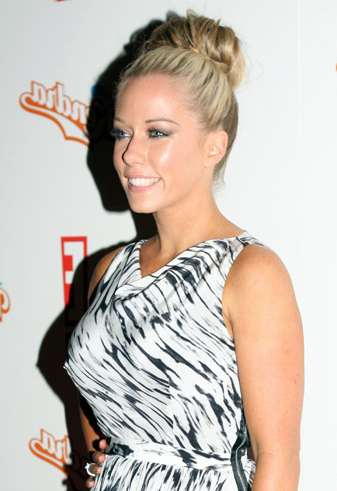
Kendra Wilkinson

Kendra Leigh Wilkinson (San Diego (Californië), 12 juni 1985) is een Amerikaanse televisiepersoonlijkheid en model, bekend van verschillende realityseries.

## Levensloop
Kendra Wilkinson is de oudste van twee kinderen; zij heeft nog een broer genaamd Colin. Haar moeder, Patti, kwam oorspronkelijk uit New Jersey en is een cheerleader bij de Philadelphia Eagles geweest. Haar vader, Eric, groeide op in Pennsylvania en New Jersey.
Wilkinson ontmoette Hugh Hefner in april 2004. Kort daarna werd zij op zijn verzoek een van zijn vriendinnen en ging wonen in Playboy Mansion, de villa van Hefner. Haar leven wordt gevolgd in de televisieserie The Girls Next Door (2005-2010) met Playboy-uitgever Hugh Hefner en de spin-offs Kendra (2009-2011) en Kendra on Top (sinds 2012). Sinds december 2021 is ze te zien in een nieuwe serie op Discovery plus, “Kendra Sells Hollywood”.

## Privé
Wilkinson trouwde op 27 juni 2009 met Hank Baskett op de Playboy Mansion. Ze hebben samen een zoon en een dochter. In april 2018 bevestigde Kendra de geruchten dat de 2 gingen scheiden.